# 材木町西
材木町西（ざいもくちょうにし）は、大阪府堺市堺区にある地名。2024年現在の行政地名は材木町西一丁から材木町西三丁。住居表示は実施済。

## 地理
堺区の中央部に位置する。南東は材木町東、南西は車之町西、北西は神南辺町、北東は車之町西に接する。南東から順に一丁から三丁がある。

### 河川
- 内川
  - 宿屋橋
  - 神南辺橋

## 歴史

### 地名の由来
「材木町」の地名は、堺が昔から九州・四国などの材木を港で陸揚げして、各地に運んでいたことに由来する。

### 沿革
- 1872年（明治5年）、材木町中浜・材木町浜より材木町西1 - 2丁成立。堺県および堺町に所属。
- 1880年（明治13年）、郡区町村編制法の施行により堺区の所属となる。
- 1881年（明治14年）、堺県の大阪府編入に伴い、大阪府の所属となる。
- 1889年（明治22年）、市制施行により、堺市の所属となる。
- 1959年（昭和34年）、北材木町の一部を編入し、1 - 3丁となる[7]。
- 2006年（平成18年）、堺市が政令指定都市に移行し、行政区を設置。材木町西は堺区の所属となる。

## 世帯数と人口
2024年（令和6年）3月31日現在の世帯数と人口は以下の通りである。
| 丁           | 世帯数  | 人口  |
| ------------ | ------- | ----- |
| 材木町西一丁 | 117世帯 | 168人 |
| 材木町西二丁 | 292世帯 | 543人 |
| 材木町西三丁 | 53世帯  | 130人 |
| 計           | 462世帯 | 841人 |

### 人口の変遷
| 1995年（平成7年）  | 484人 | [ 8 ]  |  |
| 2000年（平成12年） | 660人 | [ 9 ]  |  |
| 2005年（平成17年） | 635人 | [ 10 ] |  |
| 2010年（平成22年） | 687人 | [ 11 ] |  |
| 2015年（平成27年） | 834人 | [ 12 ] |  |
| 2020年（令和2年）  | 741人 | [ 13 ] |  |

### 世帯数の変遷
| 1995年（平成7年）  | 225世帯 | [ 8 ]  |  |
| 2000年（平成12年） | 343世帯 | [ 9 ]  |  |
| 2005年（平成17年） | 345世帯 | [ 10 ] |  |
| 2010年（平成22年） | 361世帯 | [ 11 ] |  |
| 2015年（平成27年） | 428世帯 | [ 12 ] |  |
| 2020年（令和2年）  | 402世帯 | [ 13 ] |  |

## 学区
市立小・中学校に通う場合、学区は以下の通りとなる。
| 丁           | 番   | 小学校           | 中学校           |
| ------------ | ---- | ---------------- | ---------------- |
| 材木町西一丁 | 全域 | 堺市立錦西小学校 | 堺市立月州中学校 |
| 材木町西二丁 | 全域 | 堺市立錦西小学校 | 堺市立月州中学校 |
| 材木町西三丁 | 全域 | 堺市立錦西小学校 | 堺市立月州中学校 |

## 事業所
2021年（令和3年）現在の経済センサス調査による事業所数と従業員数は以下の通りである。
| 丁           | 事業所数 | 従業員数 |
| ------------ | -------- | -------- |
| 材木町西一丁 | 25事業所 | 168人    |
| 材木町西二丁 | 11事業所 | 44人     |
| 材木町西三丁 | 5事業所  | 67人     |
| 計           | 41事業所 | 279人    |

## 交通

### 道路
- 大道筋（堺市道大道筋）

## 施設
- 堺警察署 材木町交番
- 堺伝統産業会館
  - 堺HAMONOミュージアム

## 郵便
- 郵便番号：590-0941[3]（集配局：堺郵便局[16]）。

## ギャラリー

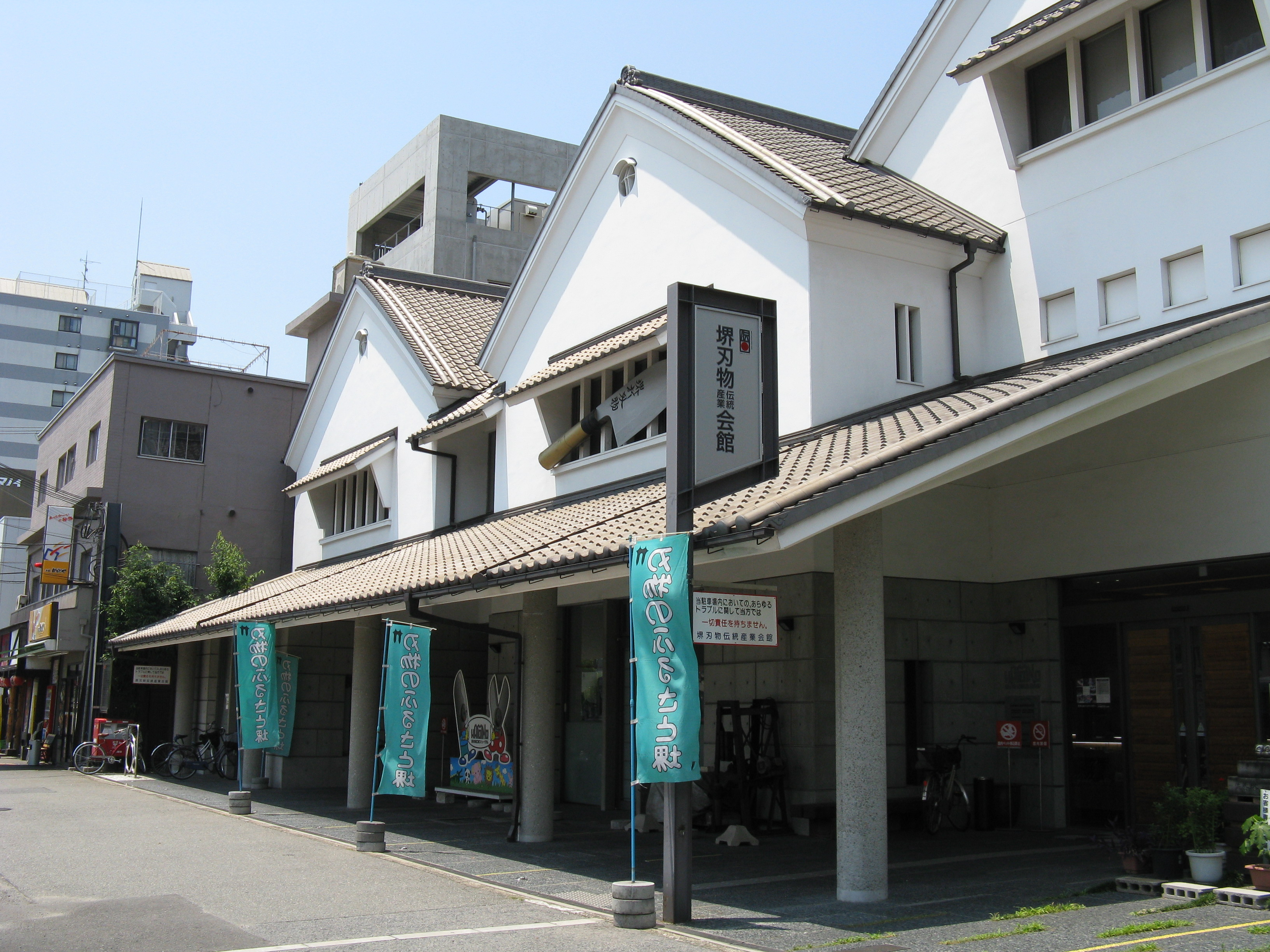
堺HAMONOミュージアム